# Secondo principio della termodinamica
Il secondo principio della termodinamica è un principio della termodinamica secondo il quale molti eventi termodinamici, come ad esempio il passaggio di calore da un corpo caldo ad un corpo freddo, sono irreversibili. A differenza di altre leggi fisiche quali la legge di gravitazione universale o le equazioni di Maxwell, il secondo principio è fondamentalmente legato alla freccia del tempo.
Il secondo principio della termodinamica possiede diverse formulazioni equivalenti, delle quali una si fonda sull'introduzione di una funzione di stato: l'entropia; in questo caso il secondo principio asserisce che l'entropia di un sistema isolato lontano dall'equilibrio termico tende ad aumentare nel tempo, finché l'equilibrio non è raggiunto. In meccanica statistica, classica e quantistica, si definisce l'entropia a partire dal volume nello spazio delle fasi occupato dal sistema in maniera da soddisfare automaticamente (per costruzione) il secondo principio.

## Formulazioni del secondo principio
Esistono molte formulazioni equivalenti di questo principio. Quelle che storicamente si sono rivelate più importanti sono:
- «È impossibile realizzare una trasformazione il cui unico risultato sia quello di trasferire calore da un corpo più freddo a uno più caldo senza l'apporto di lavoro esterno» (formulazione di Clausius).
- «È impossibile realizzare una macchina termica ciclica il cui unico risultato sia la conversione in lavoro di tutto il calore assorbito da una sorgente omogenea» (formulazione di Kelvin-Planck).
- «È impossibile realizzare una macchina termica il cui rendimento sia pari al 100%.»

Nella fisica moderna però la formulazione più ampiamente usata è quella che si basa sulla funzione entropia:
- «In un sistema isolato l'entropia è una funzione non decrescente nel tempo»

{\displaystyle {\frac {\operatorname {d} \!S}{\operatorname {d} \!t}}\geq 0}
Questo principio ha avuto, da un punto di vista storico, un impatto notevole. Infatti implicitamente sancisce l'impossibilità di realizzare il moto perpetuo cosiddetto di seconda specie e tramite la non reversibilità dei processi termodinamici definisce una freccia del tempo.
I due principi della termodinamica macroscopica valgono anche nei sistemi aperti, e vengono generalizzati tramite l'exergia.

### Equivalenza dei primi due enunciati

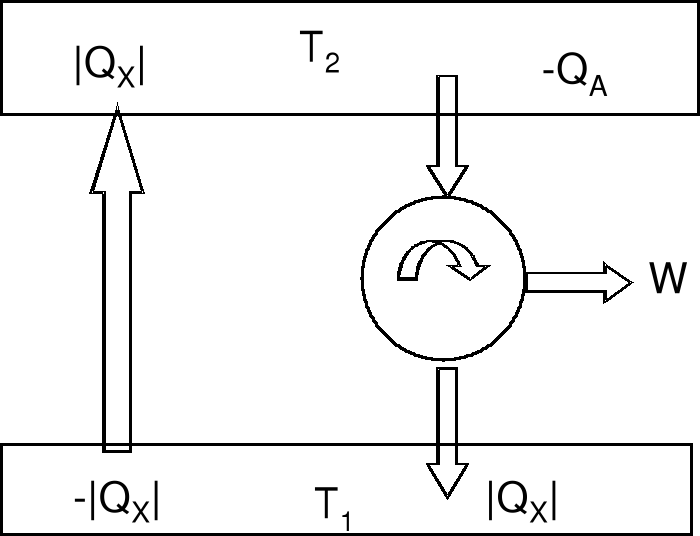
Se fosse falso l'enunciato di Clausius sarebbe possibile costruire la macchina termica mostrata

L'equivalenza dell'enunciato di Kelvin-Planck e di quello di Clausius si può mostrare tramite i seguenti ragionamenti per assurdo.
trasportare calore {\displaystyle |Q_{x}|\ } da una sorgente più fredda {\displaystyle T_{1}\ } ad una più calda {\displaystyle T_{2}\ }, senza fornire lavoro al sistema complessivo.»
Possiamo quindi aggiungere  al sistema una macchina ciclica, non necessariamente reversibile, che assorba calore {\displaystyle Q_{A}\ } dalla sorgente a temperatura {\displaystyle T_{2}\ } e ceda alla sorgente a temperatura {\displaystyle T_{1}\ } esattamente {\displaystyle |Q_{x}|\ }. Il periodo del ciclo si fa coincidere con il tempo in cui viene trasportato il calore {\displaystyle |Q_{x}|\ } dalla sorgente {\displaystyle T_{1}\ } a quella {\displaystyle T_{2}\ }. In maniera che il lavoro prodotto in un ciclo sia: {\displaystyle W=Q_{A}-|Q_{x}|\ }. Ma nel complesso la sorgente a temperatura {\displaystyle T_{1}\ } è come se non esistesse in quanto gli viene ceduta e data la stessa quantità di calore in un ciclo. Quindi nel
complesso si ha una macchina che sottrae calore alla sorgente a temperatura {\displaystyle T_{2}\ } e produce lavoro, questo significa andare contro l'enunciato di Kelvin-Planck.
Notare come nella figura i segni dati per i calori si riferiscono alle sorgenti: quindi
sono di segno opposto a quello dei due sistemi (il processo frigorifero impossibile e la macchina ciclica).

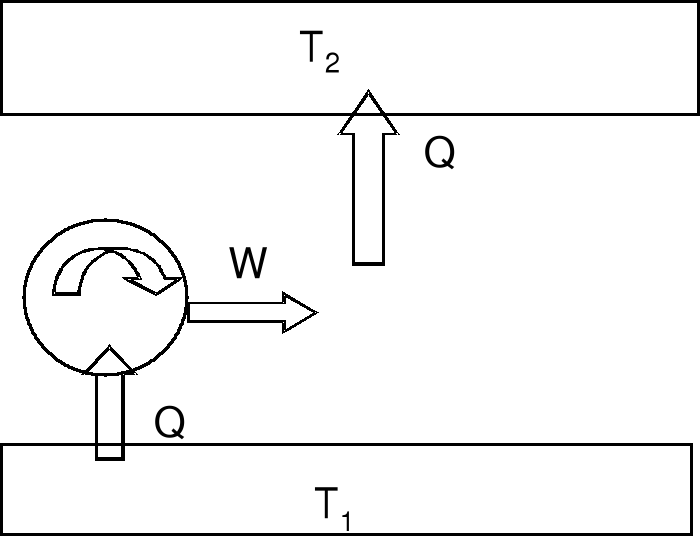
Se fosse falso l'enunciato di Kelvin-Planck sarebbe possibile costruire la macchina termica mostrata

Cioè se fosse possibile realizzare una macchina che come unico risultato assorba del calore {\displaystyle Q\ } da una sorgente ad una temperatura {\displaystyle T_{1}\ } e produca lavoro {\displaystyle W=Q\ }. Niente vieterebbe di utilizzare tale lavoro dissipandolo in una sorgente a temperatura superiore {\displaystyle T_{2}\ }, ad esempio per attrito. Ma l'insieme dei due processi corrisponde ad avere spostato del calore dalla sorgente a temperatura inferiore ad una a temperatura superiore contraddicendo l'enunciato di Clausius.
Ancora una volta dal ragionamento per assurdo su uno degli enunciati sono arrivato a contraddire l'altro enunciato.
Una violazione dell'enunciato di Clausius implica una violazione dell'enunciato di Kelvin, abbiamo quindi che l'enunciato di Kelvin implica l'enunciato di Clausius, e l'equivalenza è dimostrata.

### Formulazione matematica
{\displaystyle \operatorname {d} S={\frac {\operatorname {\delta } Q_{\mathrm {rev} }}{T}}>{\frac {\operatorname {\delta } Q_{\mathrm {irr} }}{T}},}
ovvero, per un processo qualsiasi
{\displaystyle \operatorname {d} S={\frac {\operatorname {\delta } Q_{\mathrm {rev} }}{T}}\geq {\frac {\operatorname {\delta } Q}{T}}.}
Se il sistema è isolato termicamente e quindi non scambia calore, cioè {\displaystyle \operatorname {\delta } Q=0},
{\displaystyle \operatorname {d} S\geq 0}.

## Sistema discreto

Schema di una macchina di Carnot, in cui il calore fluisce da un serbatoio a temperatura T_{1} attraverso la macchina (fluido scambiatore) nel pozzo freddo a temperatura T_{2}, forzando la macchina stessa a compiere il lavoro meccanico L, attraverso cicli di contrazione ed espansione del fluido stesso.

I primi due enunciati, sopra esposti, hanno una formalizzazione matematica rigorosa.
Il teorema di Carnot fornisce il tramite attraverso il quale formalizzare matematicamente i primi due enunciati. Consideriamo una macchina di Carnot che operi tra due sorgenti a temperatura differente, con le seguenti convenzioni:
- Identifichiamo con i pedici 1 e 2 rispettivamente le sorgenti calda e fredda;
- sia inoltre Q1 il calore scambiato dalla macchina con la sorgente calda e Q2 il calore scambiato con la sorgente fredda.

Il rendimento di una macchina termica "motrice" (cioè che produca lavoro) è definito come:
{\displaystyle \eta ={\frac {W}{Q_{1}}}={\frac {Q_{1}-Q_{2}}{Q_{1}}}=1-{\frac {|Q_{2}|}{|Q_{1}|}}},
mentre per la macchina di Carnot si dimostra che:
{\displaystyle \eta _{C}=1-{\frac {|Q_{2}|}{|Q_{1}|}}=1-{\frac {T_{2}}{T_{1}}}}.
Per una macchina di Carnot che lavora tra due sorgenti vale il teorema di Carnot, per il quale il rendimento di una macchina qualsiasi che opera fra le due sorgenti a temperatura T1 e T2 < T1 è minore o uguale al rendimento di una macchina termica reversibile che operi fra le stesse temperature. Il teorema è facilmente dimostrato con un semplice ragionamento: supponiamo di avere due macchine termiche, una reversibile R e una irreversibile G, operanti tra le sorgenti T1 e T2, tali che esse assorbano la stessa quantità di calore Q1 dalla sorgente calda e cedano una quantità di calore {\displaystyle |Q_{2}^{R}|} e {\displaystyle |Q_{2}^{G}|} alla sorgente fredda. Se per assurdo il rendimento della macchina irreversibile fosse maggiore del rendimento di quella reversibile si avrebbe {\displaystyle |L_{G}|>|L_{R}|} e {\displaystyle |Q_{2}^{G}|<|Q_{2}^{R}|} e invertendo la macchina reversibile produrrei un lavoro {\displaystyle L=|L_{G}|-|L_{R}|>0} estraendo calore unicamente dalla sorgente fredda, in contrasto con il secondo principio nella formulazione di Kelvin-Planck. Di conseguenza
{\displaystyle \eta _{G}\equiv 1-{\frac {|Q_{2}|}{|Q_{1}|}}\leq 1-{\frac {T_{2}}{T_{1}}}\equiv \eta _{R}\,.}
Inoltre per una qualunque macchina reversibile, sia che produca lavoro, sia che venga impiegata per sottrarre calore alla sorgente più fredda (macchina frigorifera) vale la seguente relazione:
{\displaystyle {\frac {Q_{1}}{T_{1}}}+{\frac {Q_{2}}{T_{2}}}=0}
dove  Q1 e Q2 rappresentano il calore entrante nella macchina dalle sorgenti a temperatura T1 e T2. Ad esempio, la macchina può assorbire calore dalla sorgente calda (1) e cederne alla sorgente fredda (2). Ricordando le convenzioni sui segni, in questo caso Q2 è negativo. Si noti che con questa formulazione è possibile scambiare il ruolo dei pedici, non è cioè più necessario identificare con 1 la sorgente calda e con 2 la sorgente fredda. Per una macchina termica generica che operi nelle stesse condizioni vale la seguente disuguaglianza:
{\displaystyle {\frac {Q_{1}}{T_{1}}}+{\frac {Q_{2}}{T_{2}}}\leq 0}
Nel caso di un sistema discreto che opera tra diverse temperature, l'espressione generale del secondo principio diventa:
{\displaystyle \sum _{i}{\frac {Q_{i}}{T_{i}}}\leq 0}

Diagramma p-V di un ciclo di Carnot: esso è il ciclo termodinamico a cui è sottoposto il fluido scambiatore di una macchina di Carnot. Il ciclo è composto da due isoterme A-B e C-D, e da due adiabatiche B-C e D-A. Lo scambio di calore avviene durante le porzioni isoterme del ciclo.

Essendo il ciclo di Carnot una successione di trasformazioni isoterme e adiabatiche (vedi figura a fianco), qualsiasi ciclo termodinamico chiuso può venire approssimato come una successione di cicli infinitesimi di Carnot, portando alla definizione della disuguaglianza di Clausius:
{\displaystyle \oint {\frac {\delta Q}{T}}\leq 0}
dove il segno di uguale vale per i soli cicli reversibili, cioè costituiti da solo trasformazioni reversibili.
Nel caso di ciclo reversibile, infatti, la quantità sopra espressa può scriversi come:
{\displaystyle {\frac {\delta Q}{T}}={\mbox{d}}S}
in quanto è un differenziale esatto.
Per ogni trasformazione del sistema, quindi, possiamo scrivere:
{\displaystyle \int _{A}^{B}{\frac {\delta Q}{T}}\leq \int _{A}^{B}{\frac {\delta Q_{\mathrm {rev} }}{T}}=S(B)-S(A)}
dove {\displaystyle S(X)} è definita (a meno di una costante additiva) come l'entropia del sistema nello stato X.
Nel caso di sistemi isolati l'integrando al primo membro è nullo, quindi in definitiva si ottiene:
{\displaystyle S(B)\geq S(A)}
per qualunque trasformazione termodinamica nel sistema. Quest'ultima espressione è proprio l'espressione del secondo principio in termini di entropia:
nei sistemi isolati l'entropia è una funzione non decrescente, ovvero può solo aumentare o rimanere inalterata.
Questo fatto viene talvolta indicato in meccanica statistica come morte termodinamica dei sistemi isolati: infatti, per tempi lunghi, l'entropia tende a raggiungere un valore massimo, che corrisponde a una temperatura uniforme ovunque nel sistema. In questo caso, il sistema non è più in grado di compiere alcun lavoro.
Per i sistemi non isolati, invece, l'entropia può rimanere costante, o anche diminuire, ottenendo però un aumento di entropia delle sorgenti o dei sistemi con cui comunica che supera in valore assoluto la diminuzione dell'entropia nel sistema considerato.
Partendo da questo presupposto, è possibile ricavare entrambe le altre formulazioni, mostrando quindi l'equivalenza degli enunciati.
Nella successiva sezione viene mostrato una formulazione più generale e la sua particolarizzazione e per i vari sistemi termodinamici.

## Sistema continuo
Per un sistema continuo, passando alle grandezze intensive, e tenendo conto del teorema di Kelvin:
{\displaystyle S=\int _{V}\rho s\operatorname {d} r^{3}}
{\displaystyle {\frac {Q}{T}}=\oint _{\partial V}{\frac {\bar {q}}{T}}\cdot {\bar {\operatorname {d} r^{2}}}=\int _{V}\nabla \cdot {\frac {\bar {q}}{T}}\operatorname {d} r^{3}=\int _{V}{\frac {\nabla \cdot {\bar {q}}}{T}}-{\frac {{\bar {q}}\cdot \nabla T}{T^{2}}}\operatorname {d} r^{3}}
quindi il secondo principio diventa in forma differenziale euleriana:
{\displaystyle \rho {\dot {s}}-{\frac {\rho c}{T}}+{\frac {\nabla \cdot {\bar {q}}}{T}}-{\frac {{\bar {q}}\cdot \nabla T}{T^{2}}}\geq 0}
dove il primo membro è detto appunto tasso di produzione di entropia, e il suo prodotto per la temperatura è definita dissipazione, definita non negativa:
{\displaystyle D=\rho T{\dot {s}}-\rho c+\nabla \cdot {\bar {q}}-{\frac {{\bar {q}}\cdot \nabla T}{T}}\geq 0},
che per il primo principio in forma continua diventa:
{\displaystyle D=-\rho ({\dot {u}}-T{\dot {s}})+{\bar {\bar {\sigma }}}:{\bar {\bar {\epsilon }}}-{\frac {{\bar {q}}\cdot \nabla T}{T}}\geq 0},
dove il termine tra parentesi è esprimibile nell'energia libera di Helmholtz massica:
{\displaystyle D=-\rho ({\dot {a}}+s{\dot {T}})+{\bar {\bar {\sigma }}}:{\bar {\bar {\epsilon }}}-{\frac {{\bar {q}}\cdot \nabla T}{T}}\geq 0},
Il principio in questa forma si chiama disuguaglianza di Clausius-Duhem, e le tre componenti si chiamano rispettivamente dissipazione energetica, dissipazione meccanica e dissipazione termica

## Osservazioni
In merito al postulato appena esposto si possono fare due considerazioni:
- dati due corpi A e B, rispettivamente a temperatura  {\displaystyle T_{a}} e {\displaystyle T_{b}}, e supponendo che sia {\displaystyle T_{a}>T_{b}}, allora è impossibile che il corpo B ceda calore al corpo A, in quanto quest'ipotesi violerebbe il postulato entropico (l'entropia non si distrugge);
- considerando l'universo termodinamico[5] (cioè l'insieme del sistema e dell'ambiente) un sistema chiuso, si ha che l'entropia dell'universo aumenta nel tempo.

## Derivazione dalla meccanica statistica

### Due sistemi a contatto - Termodinamica
Supponiamo di avere due sistemi termodinamici isolati, i cui stati sono caratterizzati dall'energia interna U, volume V e numero di particelle N. Lo stato del primo sistema sarà quindi caratterizzato dalla terna {\displaystyle (U_{1},V_{1},N_{1})} e dotato di un'entropia {\displaystyle S_{1}} ed analogamente il secondo da {\displaystyle (U_{2},V_{2},N_{2})} con un'entropia {\displaystyle S_{2}}.
Mettendoli a contatto, permettendo cioè uno scambio di energia (ma non di particelle), i due sistemi raggiungeranno gli stati d'equilibrio {\displaystyle ({\bar {U}}_{1},V_{1},N_{1})} e {\displaystyle ({\bar {U}}_{2},V_{2},N_{2})}, con entropie {\displaystyle {\bar {S}}_{1}} e {\displaystyle {\bar {S}}_{2}}.
Il secondo principio della termodinamica dice che l'entropia finale, cioè la somma delle entropie all'equilibrio, è maggiore della somma delle entropie iniziali. In realtà, dato che qualunque coppia di stati con energie iniziali tali che {\displaystyle U_{1}+U_{2}={\bar {U}}_{1}+{\bar {U}}_{2}} porterà allo stesso stato d'equilibrio, si può affermare che:
{\displaystyle S(U,V,N)=S({\bar {U}}_{1},V_{1},N_{1})+S({\bar {U}}_{2},V_{2},N_{2})\geq S(U_{1},V_{1},N_{1})+S(U_{2},V_{2},N_{2})}
qualunque siano le energie iniziali (col vincolo che la loro somma deve essere costante e uguale a {\displaystyle U}). Un simile ragionamento può essere ripetuto anche permettendo lo scambio di particelle e variazioni di volume, ma conservando il numero totale di particelle e il volume totale:
{\displaystyle S(U,V,N)=S({\bar {U}}_{1},{\bar {V}}_{1},{\bar {N}}_{1})+S({\bar {U}}_{2},{\bar {V}}_{2},{\bar {N}}_{2})\geq S(U_{1},V_{1},N_{1})+S(U_{2},V_{2},N_{2})}
sotto le condizioni:
{\displaystyle U_{1}+U_{2}={\bar {U}}_{1}+{\bar {U}}_{2}=U}
{\displaystyle V_{1}+V_{2}={\bar {V}}_{1}+{\bar {V}}_{2}=V}
{\displaystyle N_{1}+N_{2}={\bar {N}}_{1}+{\bar {N}}_{2}=N}
Questo è semplicemente un altro modo di porre il secondo principio della termodinamica.

### Due sistemi a contatto - Meccanica statistica
L'entropia, nell'ensemble microcanonico, è definita proporzionale al logaritmo dell'ipervolume nello spazio delle fasi accessibile al sistema:
{\displaystyle S\equiv k_{B}\ln \Gamma _{\Delta }(E)}
dove kB è la costante di Boltzmann. Data questa definizione, si può facilmente constatare che verifica tutte le proprietà della funzione entropia in termodinamica, cioè l'estensività e il risultato precedente, a causa dell'alta dimensionalità dello spazio delle fasi. Perciò una tale definizione implica il secondo principio della termodinamica, sotto le condizioni dell'ipotesi ergodica. Infatti, unendo due sistemi e trascurando le interazioni di bordo si ha che l'hamiltoniana H del sistema si può spezzare nella somma di due hamiltoniane distinte H1 e H2 e quindi ogni contributo del tipo
{\displaystyle \Gamma _{\Delta }^{1}(E_{1})\Gamma _{\Delta }^{2}(E_{2})}
contribuisce al volume totale se rispetta il vincolo sulle energie {\displaystyle E_{2}=E-E_{1}}. Il volume totale è (con un'approssimazione che diventa esatta se Δ tende a zero):
{\displaystyle \Gamma _{\Delta }^{tot}(E)\approx \sum _{k=0}^{n=E/\Delta -1}\Gamma _{\Delta }^{1}(k\Delta )\Gamma _{\Delta }^{2}(E-\Delta -k\Delta )}
Chiamando {\displaystyle {\bar {k}}} l'indice per cui si ha l'addendo maggiore (con energie {\displaystyle {\bar {E}}_{1}} ed {\displaystyle {\bar {E}}_{2}}), e passando ai logaritmi:
{\displaystyle \Gamma _{\Delta }^{1}({\bar {E}}_{1})\Gamma _{\Delta }^{2}({\bar {E}}_{2})\leq \Gamma _{\Delta }^{tot}(E)\leq n\Gamma _{\Delta }^{1}({\bar {E}}_{1})\Gamma _{\Delta }^{2}({\bar {E}}_{2})}
{\displaystyle \log \Gamma _{\Delta }^{1}({\bar {E}}_{1})+\log \Gamma _{\Delta }^{2}({\bar {E}}_{2})\leq \log \Gamma _{\Delta }^{tot}(E)\leq \log \Gamma _{\Delta }^{1}({\bar {E}}_{1})+\log \Gamma _{\Delta }^{2}({\bar {E}}_{2})+\log n}
L'ultimo termine, il logaritmo di n, è trascurabile rispetto agli altri, e quindi si conclude che:
{\displaystyle S_{tot}(E)=S_{1}({\bar {E}}_{1})+S_{2}({\bar {E}}_{2})\geq S_{1}(E_{1})+S_{2}(E_{2})\quad \forall \,(E_{1}+E_{2}=E)}
cioè l'entropia è additiva ed aumenta nei sistemi isolati.
Si ottiene anche un'altra importante relazione: dato che le energie dei sistemi all'equilibrio sono quelle per cui il prodotto {\displaystyle \Gamma _{\Delta }^{1}(E_{1})\Gamma _{\Delta }^{2}(E-E_{1})} è massimo, derivando rispetto a {\displaystyle E_{1}}:
{\displaystyle {\frac {\partial \Gamma ^{1}}{\partial E_{1}}}\Gamma ^{2}+\Gamma ^{1}{\frac {\partial \Gamma ^{2}}{\partial E_{1}}}=0={\frac {\partial \Gamma ^{1}}{\partial E_{1}}}\Gamma ^{2}-\Gamma ^{1}{\frac {\partial \Gamma ^{2}}{\partial E_{2}}}}
da cui, dividendo ambo i membri per il prodotto dei Γ:
{\displaystyle {\frac {1}{\Gamma ^{1}}}{\frac {\partial \Gamma ^{1}}{\partial E_{1}}}={\frac {1}{\Gamma ^{2}}}{\frac {\partial \Gamma ^{2}}{\partial E_{2}}}}
{\displaystyle {\frac {\partial \log \Gamma ^{1}}{\partial E_{1}}}={\frac {\partial \log \Gamma ^{2}}{\partial E_{2}}}}
{\displaystyle {\frac {\partial S_{1}}{\partial E_{1}}}={\frac {\partial S_{2}}{\partial E_{2}}}\equiv {\frac {1}{T}}} (all'equilibrio)
dove T è la temperatura termodinamica assoluta: la temperatura viene quindi introdotta in modo naturale come quella grandezza che governa l'equilibrio tra sistemi diversi.